# Erg (unité)
Pour les articles homonymes, voir erg.
L'erg (du grec εργον / ergon, « travail, occupation, ouvrage ») est l'unité d'énergie du système CGS. Dans le Système international, qui s'est généralement substitué au système CGS, il est remplacé par le joule (de symbole J). 
1 erg = 10−7 joule = 100 nJ = 100 nanojoules
1 erg = 10−10 sthène m = 100 psn m = 100 picosthènes-mètres
1 erg = 624,15 GeV = 6,241 5 × 1011 eV
1 erg = 1 dyne cm = 1 g cm2 s−2